# وحشت (فیلم ۱۹۸۱)
وحشت (هندی: दहशत؛ ‏ انگلیسی: Horror) فیلمی هندی محصول سال ۱۹۸۱ و به کارگردانی شیام رمزی و تولسی رمزی است. در این فیلم بازیگرانی همچون ناوین نیسکول، اوم شیوپوری، ساریکا و نادره ایفای نقش کرده‌اند.